# Biosatellite 1
Biosatellite 1 (también conocido como Biosatellite-A) fue un satélite artificial de la NASA lanzado el 14 de diciembre de 1966 mediante un cohete Delta desde Cabo Cañaveral. Reentró en la atmósfera el 15 de febrero de 1967.

## Objetivos
Biosatellite 1 llevaba especímenes a bordo para el estudio de los efectos del vuelo espacial en los procesos vitales.
La cápsula de reentrada se separó correctamente del resto del satélite, pero el cohete que debería haberla propulsado de vuelta a tierra no funcionó, dejando la cápsula en órbita hasta que decayó naturalmente. No se obtuvieron datos científicos útiles, pero la experiencia demostró la factibilidad técnica del concepto.